# MoveMeant
MoveMeant es el primer álbum de estudio del cantante sueco-congoleño R & B Mohombi. Fue lanzado el 28 de febrero de 2011 por la empresa conjunta de RedOne con Universal Music Group, 2101 Records. Lanzado el 24 de agosto de 2010, es el primer sencillo de Mohombi de este álbum, titulado Bumpy Ride, que ha hecho que la cantante sea conocida en todo el mundo. Mohombi describió el sonido del álbum como pop con influencias africanas. A principios de 2012, Mohombi reveló 3 nuevas canciones, incluida una muestra de la canción Zombie Cranberries Group llamada In Your Head, que aparece solo en la versión en inglés de este álbum.

## Listas de canciones
| 1.  | "Bumpy Ride"                                | Nadir Khayat, Bilal "The Chef" Hajji, Achraf "AJ Junior" Jannusi, Ilya Salmanzadeh | RedOne                        | 3:46 |
| 2.  | "Dirty Situation"(featuringAkon)            | Khayat, Hajji, Jannusi, Salmanzadeh                                                | RedOne                        | 3:40 |
| 3.  | "Coconut Tree"(featuringNicole Scherzinger) | Khayat, BeatGeek, Hajji, Jannusi, Salmanzadeh                                      | RedOne, BeatGeek, Jimmy Joker | 3:38 |
| 4.  | "Love in America"                           | Khayat, Hajji, Jannusi, Giorgio Tuinfort, Kinda "Kee" Hamid, Mohombi               | RedOne, Giorgio Tuinfort      | 4:42 |
| 5.  | "Miss Me"(featuringNelly)                   | Khayat, Mohombi Moupondo, Cornell Haynes, Jr., Salmanzadeh                         | RedOne, KNOCDOWN(co.)         | 3:21 |
| 6.  | "Sex Your Body"                             | Khayat, Polow da Don, Jannusi, Hajji, Martin Kierszenbaum, Mohombi                 | RedOne, Polow da Don          | 3:58 |
| 7.  | "Say Jambo"                                 | Jimmy Joker, Jannusi, Hajji, Mohombi                                               | RedOne, BeatGeek              | 3:14 |
| 8.  | "Lovin'"                                    | Khayat, Jimmy Joker, Mohombi                                                       | RedOne, Jimmy Joker           | 3:20 |
| 9.  | "Do Me Right"                               | Khayat, Jannusi, Mohombi                                                           | RedOne                        | 3:10 |
| 10. | "Match Made in Heaven"                      | Khayat, Tuinfort, Hamid, Mohombi                                                   | RedOne, Giorgio Tuinfort      | 4:19 |
| 11. | "Bumpy Ride"(featuringPitbull)              | Khayat, Hajji, Jannusi, Salmanzadeh                                                | RedOne                        | 3:45 |

| French bonus tracks | French bonus tracks               | French bonus tracks                 | French bonus tracks | French bonus tracks |
| No.                 | Title                             | Writer(s)                           | Producer(s)         | Length              |
| ------------------- | --------------------------------- | ----------------------------------- | ------------------- | ------------------- |
| 12.                 | "Bumpy Ride"(french version)      | Khayat, Hajji, Jannusi, Salmanzadeh | RedOne              | 3:45                |
| 13.                 | "Dirty Situation"(french version) | Khayat, Hajji, Jannusi, Salmanzadeh | RedOne              | 3:40                |

| UK edition | UK edition                                            | UK edition                                                               | UK edition                               | UK edition |
| No.        | Title                                                 | Writer(s)                                                                | Producer(s)                              | Length     |
| ---------- | ----------------------------------------------------- | ------------------------------------------------------------------------ | ---------------------------------------- | ---------- |
| 1.         | "In Your Head"                                        | Dolores O'Riordan, Lucas Secon, Andreas Romdhane, Josef Larossi, Mohombi | Lucas Secon, Quiz & Larossi              | 3:12       |
| 2.         | "Bumpy Ride"(featuringPitbull)                        | RedOne, Bilal "The Chef" Hajji, Achraf "AJ Junior" Jannusi, Mohombi      | RedOne                                   | 3:46       |
| 3.         | "Dirty Situation"(featuringAkon)                      | Khayat, Hajji, Jannusi, Mohombi                                          | RedOne                                   | 3:40       |
| 4.         | "Coconut Tree"(featuringNicole Scherzinger)           | RedOne, BeatGeek, Jimmy Joker, Hajji, Jannusi                            | RedOne, BeatGeek(co.), Jimmy Joker (co.) | 3:38       |
| 5.         | "Love in America"                                     | RedOne, Hajji, Jannusi, Giorgio Tuinfort, Kinda "Kee" Hamid, Mohombi     | RedOne, Giorgio Tuinfort                 | 4:42       |
| 6.         | "Miss Me"(featuringNelly)                             | RedOne, Mohombi, Cornell Haynes, Jr., Ilya Salmanzadeh                   | RedOne, KNOCDOWN(co.)                    | 3:21       |
| 7.         | "Sex Your Body"                                       | RedOne, Polow da Don, Jannusi, Hajji, Martin Kierszenbaum, Mohombi       | RedOne, Polow da Don                     | 3:58       |
| 8.         | "Say Jambo"                                           | Jimmy Joker, Jannusi, Hajji, Mohombi                                     | Jimmy Joker, BeatGeek(co.)               | 3:14       |
| 9.         | "Lovin'"                                              | RedOne, Jimmy Joker, Mohombi                                             | RedOne, Jimmy Joker                      | 3:20       |
| 10.        | "Do Me Right"                                         | RedOne, Jannusi, Mohombi                                                 | RedOne                                   | 3:10       |
| 11.        | "Match Made in Heaven"                                | RedOne, Tuinfort, Hamid, Mohombi                                         | RedOne, Giorgio Tuinfort                 | 4:19       |
| 12.        | "The World Is Dancing"                                | RedOne, BeatGeek, Hajji, Jannusi, Mohombi                                | RedOne                                   | 4:03       |
| 13.        | "The Power of the Cocktail"(featuring Machel Montano) | Santiago Rodríguez, Ivar Lisinski, Bruno Lopez, Mohombi                  | Ivar Lisinski, Bruno Lopez, Mohombi      | 3:27       |

## Charts
| Chart (2011)                  | Peak position |
| ----------------------------- | ------------- |
| Belgian Album Chart(Flanders) | 69            |
| French Album Chart            | 79            |
| Japanese ORICON Albums Chart  | 20            |
| Swedish Albums Chart          | 43            |

- Datos: Q3007848